# جوزف عبد الله شهدا

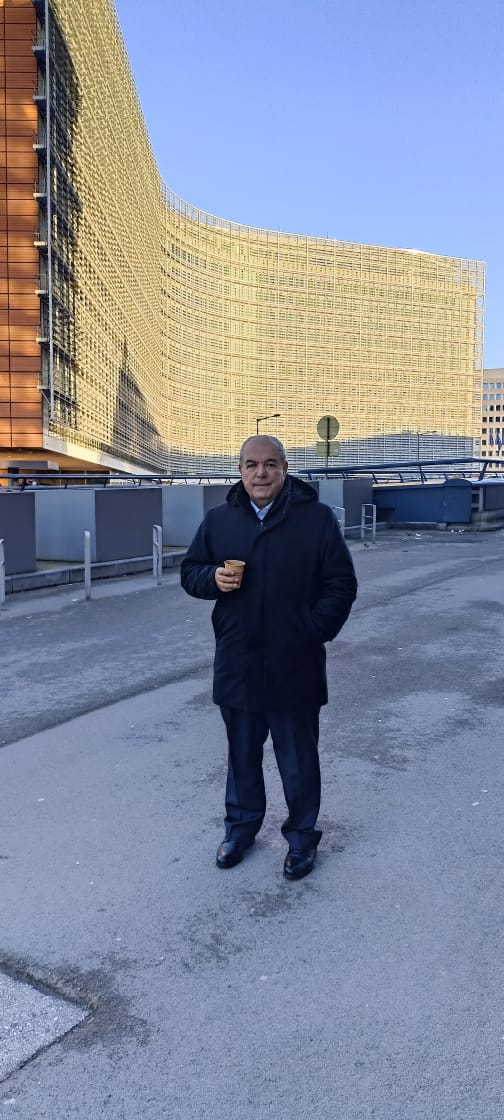
المفكر د. جوزف شهدا

جوزف عبد الله شهدا (ولد في 10 يوليو 1955 في بيروت) هو مفكر ومؤرخ وناقد لبناني. شغل عديد من المناصب والاتحادات منها : أستاذ زائر بكلية الآداب في جامعة عين شمس، وعضو الهيئة العليا لتطوير مناهج التعليم ما قبل الجامعي في لبنان، وعضو مجلس التوجيه الاستراتيجي في معهد الآداب الشرقية -جامعة القديس يوسف في بيروت، وعضو الهيئة الاستشارية والتحريرية في مجلة حوليّات معهد الآداب الشرقيّة، الّتي يصدرها معهد الآداب الشرقيّة في جامعة القدّيس يوسف ببيروت. وعضو المجلس العلمي لكرسي موريس عواد في معهد الآداب الشرقية. وعضو مجلس أمناء مؤسسة موريس عواد وعضو اتحاد المؤرخين العرب، وعضو الجمعية المصرية للدراسات التاريخية. وعضو هيئىة التحكيم بعدد من المجلات الأكاديمية المحكمة منها: مجلة الدراسات التاريخية والاجتماعية بكلية الآداب- جامعة نواكشوط، ومجلة العلوم الانسانية والاجتماعية بجامعة باتنة في الجزائر، ومجلة حوليات جامعة الجزائر 2 .
ألفّ شهدا عدداً كبيراً من الكتب الفكرية والتاريخية، والأدبية واللغوية والتربوية. وورد ذكره في بعض الموسوعات الفكرية منها: معجم المؤلفون العرب من قبل الإسلام إلى آخر القرن العشرين للأب كميل حشمية اليسوعي، وذلك في الجزء السادس من الموسوعة (معجم الأعلام والآثار والمراجع). قررت بعض أعماله في المناهج الدراسية اللبنانية. من كتاباته الفكر الخلدوني في الميزان، فلسفة التاريخ وفوضى الفلاسفة والبيئة حلم من الماضي، وشبلي الملاط في أبعاده الفكرية والأدبية، والبناء الروائي عند توفيق يوسف عواد، وهلوسات عطشى على ضاف الذاكرة، ورقصات بدائية حول نار العقل.

## مشروع خزانة التراث العربي
يتبنى المفكر اللبناني الأرثوذكسي موسوعة خزانة التراث العربي بالتعاون مع الأكاديمي المصري الدكتور أنور محمود زناتي. تهدف الموسوعة إلى جمع مصادر التراث العربي التي أخرجها العلماء والأدباء والمصنفين في كل فن من فنون التراث العربي ، على اختلاف هذه المصادر. تعطي الموسوعة بُعداً جديداً ومثمراً في مجال البحوث التراثية لما لها من مخزون حضاري رفيع المستوى. يستطيع الباحث في مجال التراث أن يستفيد من الدراسات حول التراث ومصادره فتكون بمثابة المرشد الأمين ناهيك عن قيمتها كموروث ثقافي وحضاري هائل للأمة بكاملها فهي نواة الباحث ومخزونه الاستراتيجي.

## المسيرة الأدبية
حاز على الإجازة التعلمية في اللغة العربية وآدابها من الجامعة اللبنانية، ثم نال الماجستير في الاختصاص نفسه من جامعة القديس يوسف ببيروت؛ فالدكتوراه من الجامعة عينها. ثم نال درجة الدكتوراه في فلسفة التاريخ من جامعة عين شمس المصرية ؛ وقام بتدريس اللغة العربية وآدابها إلى جانب التاريخ والتربية المدنية في عدة ثانويات ببيروت خاصة. أشرف على دائرة اللغة العربية في دار الفكر اللبناني ببيروت منذ العام 1989م. وحاليا يتبنى مشروع تراثي ضخم تحت عنوان: خزانة التراث العربي، ويشرف حاليا على إخراج موسوعة الرحلات إلى شبه الجزيرة العربية بالتعاون مع الدكتور أنور زناتي.

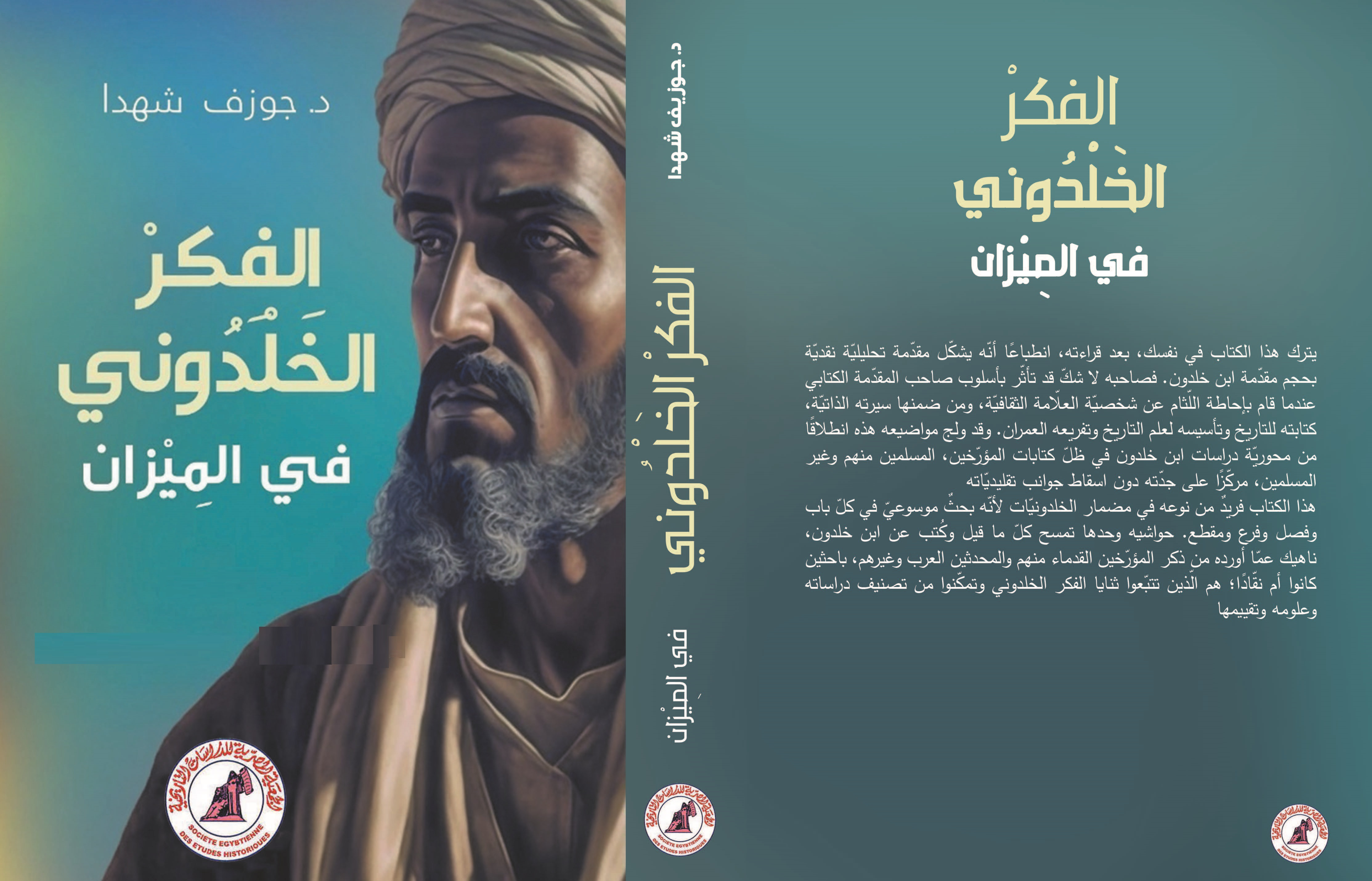
غلاف كتاب الفكر الخلدوني

## المؤلفات والنشاط العلمي[12]
- الفكر الخلدوني في الميزان.[13][14]
- فلسفة التاريخ وفوضى الفلاسفة.[15]
- شبنجلر: الفيلسوف المشاكس.
- أرثر شوبنهاور: فيلسوف التشاؤم.
- مسكويه: الفيلسوف المجهول
- البيئة في الأندلس: حلم من الماضي
- أدب المناقب والكرامات الصوفية.
- إضاءات على التصوف في الأندلس.
- تاريخ فلسطين: رحلة تمكين المحتلين.

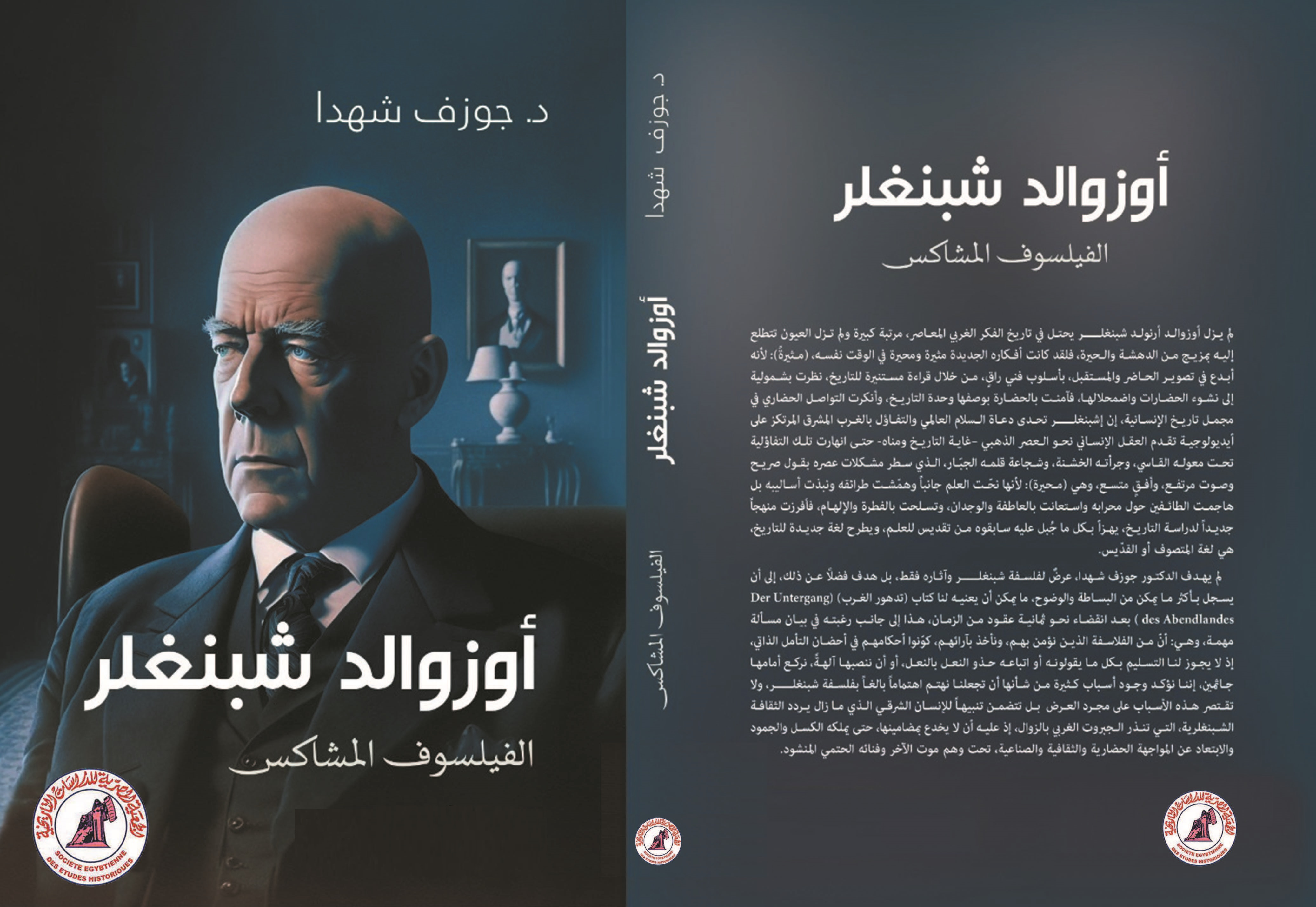
غلاف كتاب شبنجلر الفليلسوف المشاكس

- الوافي في التاريخ.[16]غلاف كتاب شبنجلر الفليلسوف المشاكس

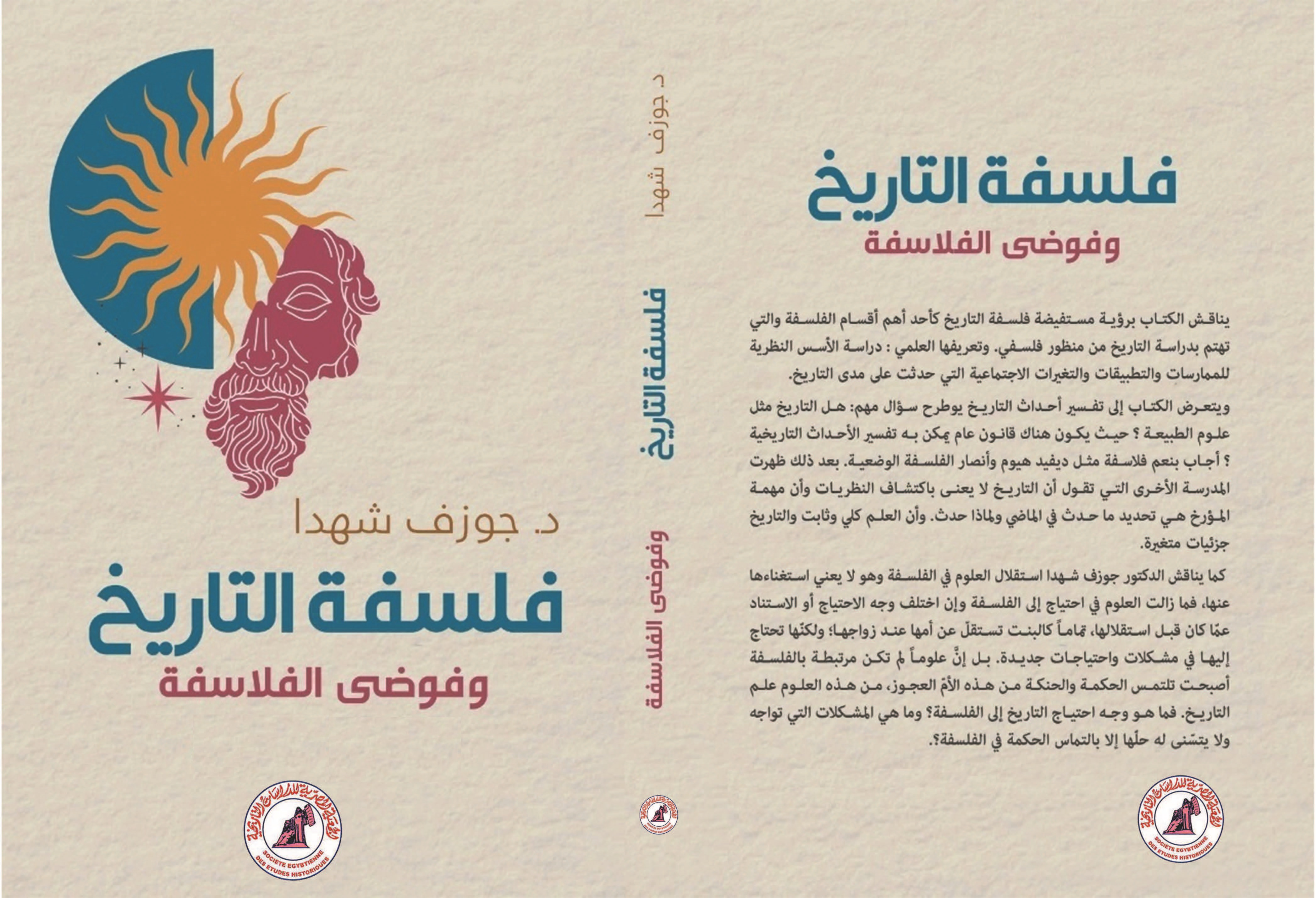
غلاف كتاب فلسفة التاريخ وفوضى الفلاسفة

- غلاف كتاب فلسفة التاريخ وفوضى الفلاسفةأحوال العالم الإسلامي في الثلث الأول من القرن العشرين كما رصدته مجلة المنار(3 أجزاء).
- رحلات رشيد رضا إلى سزريا والقسطنطينية والهند والحجاز وأوروبا .
- تاريخ القصة الشعرية
- بنائية القصة الشعرية عند شبلي الملاط.
- كتاب شبلي الملاط في أبعاده الفكرية والأدبية.[17]
- تاريخ القصة الشعرية.
- هلوسات عطشى على ضفاف الذاكرة (شعر).
- رقصات بدائية حول نار العقل.(شعر).
- هو.... قد يكون أنت (نثر).
- البناء الروائي عند توفيق يوسف عواد (دراسة ألسنية).[18]

كما أعد العديد من الموسوعات والدراسات والأبحاث اللغوية منها:
- بنائية القصة الشعرية عند شاعر الأرز شبلي ملاط
- الحقل الروائي من ديوان شبلي ملاط (شرح وتعليق)[19]
- تاريخ القصة الشعرية
- الشاعر والخلود (دراسة في معلقة ديزيريه سقال)

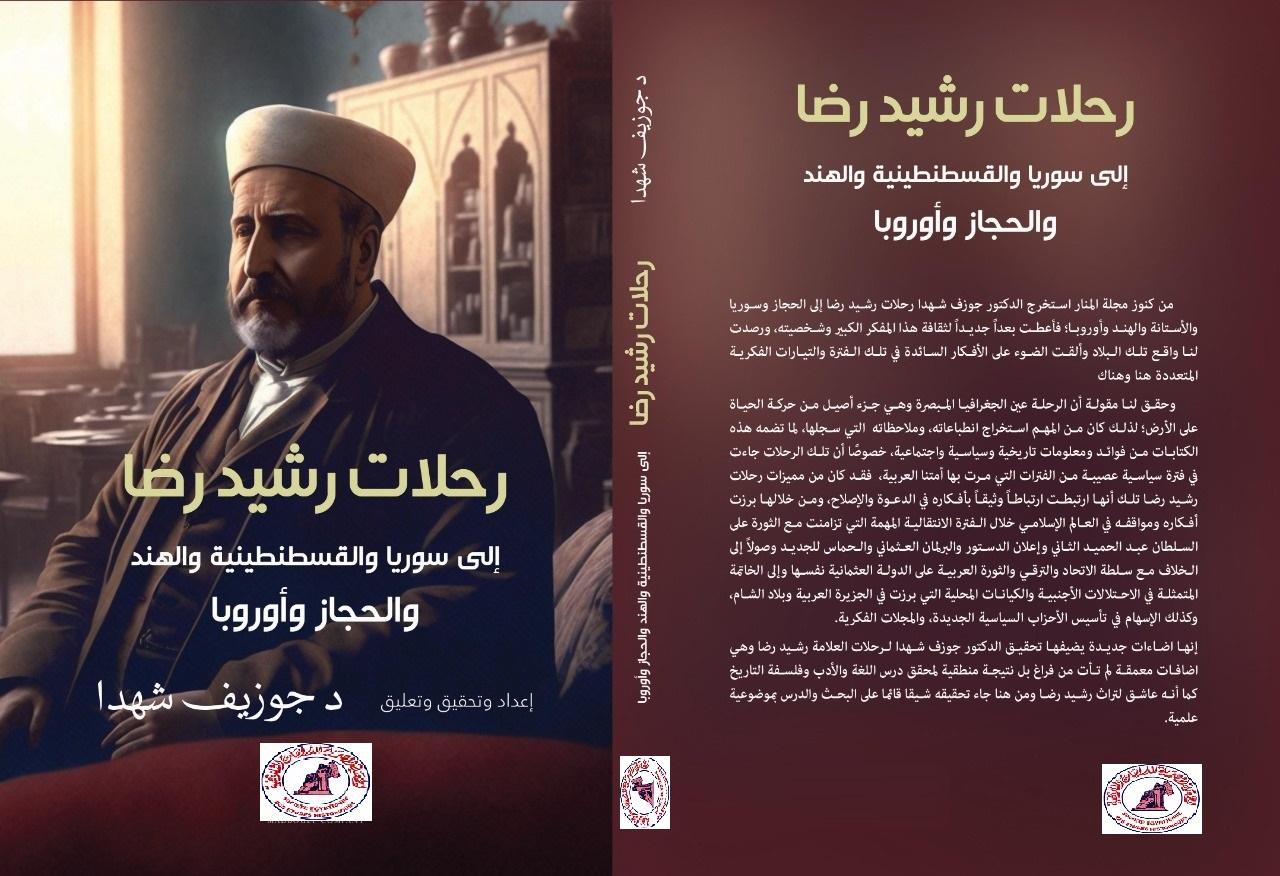
كتاب رشيد رضا

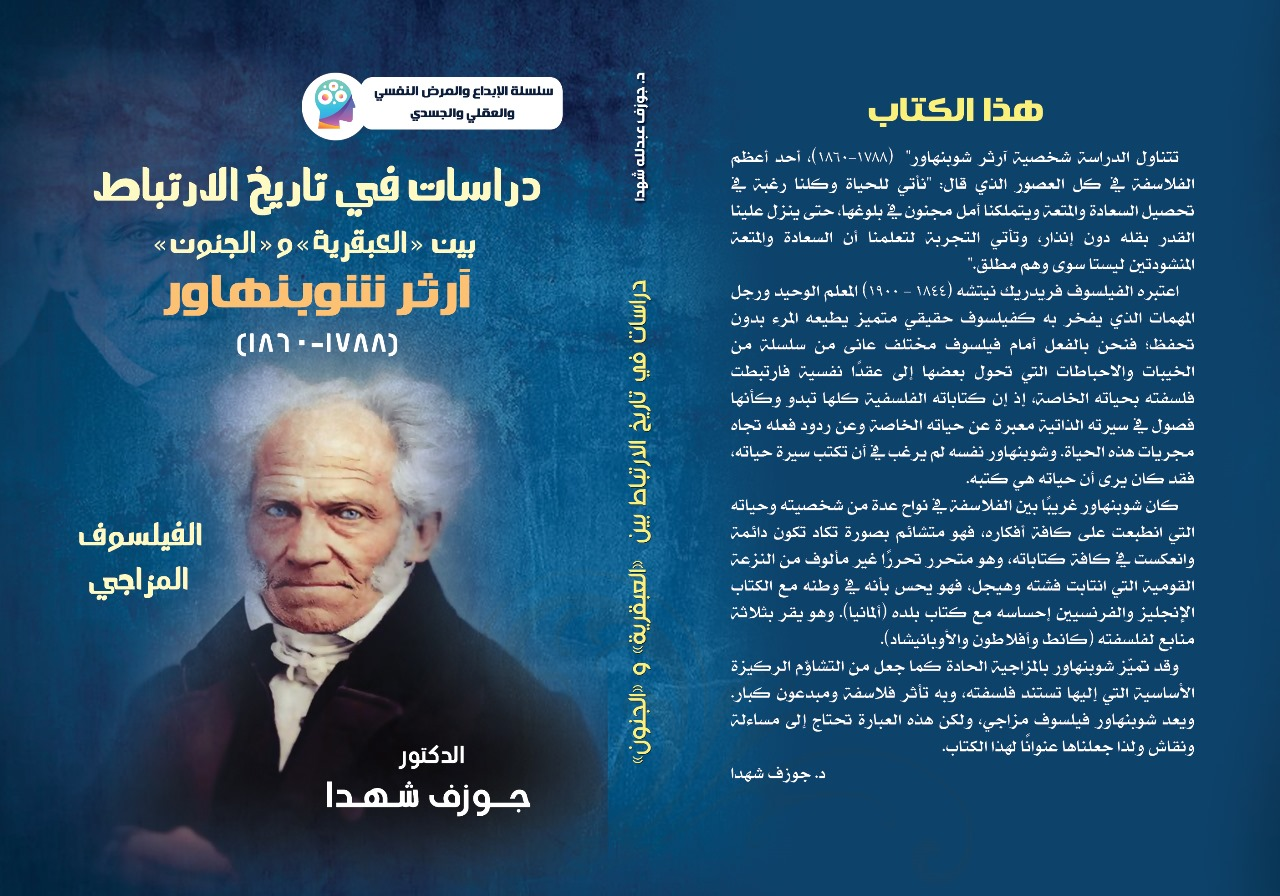
كتاب شوبنهاور

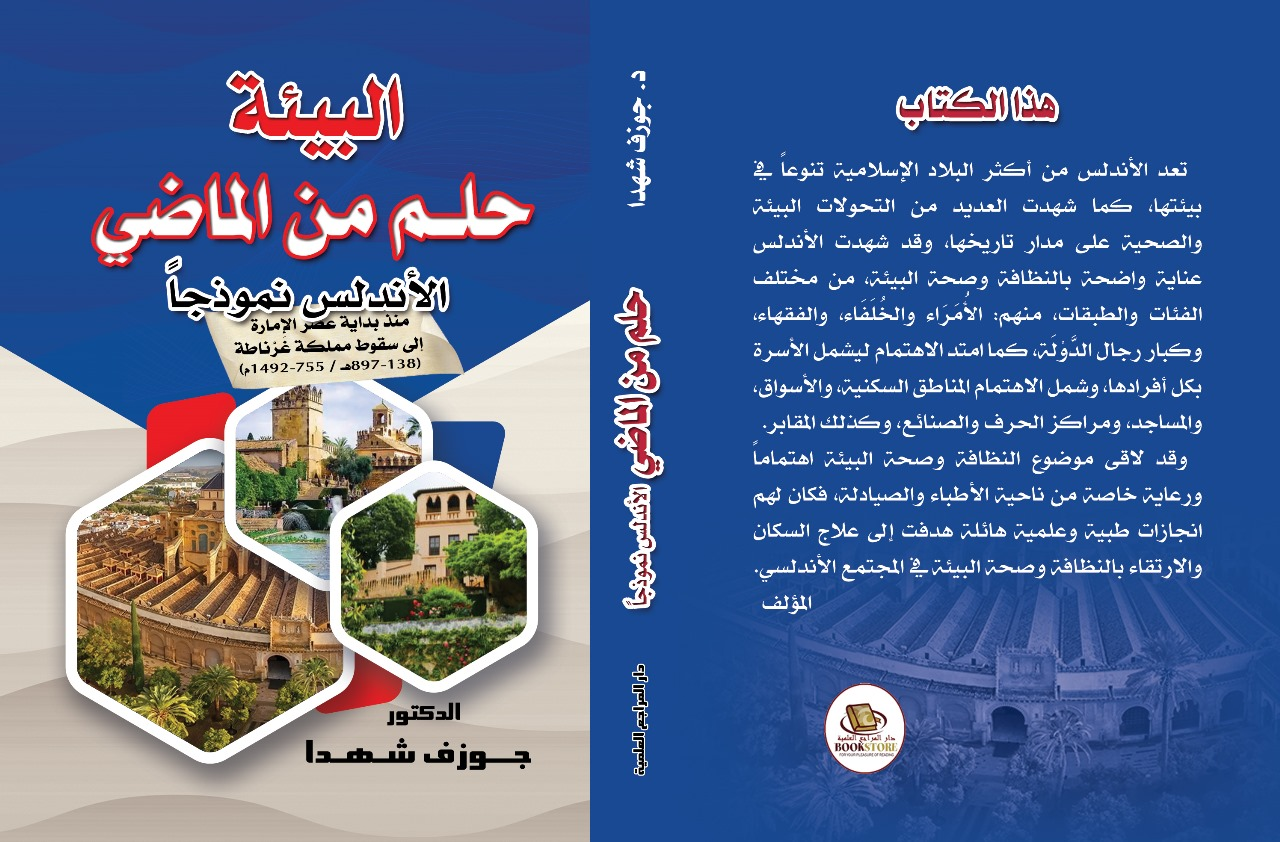
كتاب البيئة حلم من الماض

- قاموس الإعراب.
- النادرفي قاموس اللغة العربية.
- المنتخب في قاموس اللغة العربية.
- النادر في قاموس اللغة العربية.
- قاموس المترادفات وأضدادها.
- قاموس الدار.
- مختصر قاموس الدار.
- قاموس الأصوات العام
- قاموس أصوات الحيوانات
- قاموس الأسماء والنعوت
- المنتخب في الإملاء
- المنتخب في الأعرابكتاب رشيد رضا